# الیمپوس ایکس‌زد-۱
الیمپوس ایکس‌زد-۱ (به انگلیسی: Olympus XZ-1) یک دوربین عکاسی ساخت شرکت الیمپوس است.